# Paul Ackermann (journaliste)
Cet article concerne le journaliste et essayiste suisse. Pour le linguiste français, voir Paul Ackermann.
Pour les articles homonymes, voir Ackermann.
Paul Ackermann, né à Genève en 1977, est un journaliste et essayiste suisse. Il est correspondant à Paris et rédacteur en chef adjoint détaché du journal Le Temps après avoir été rédacteur en chef du site d’information Heidi.news et directeur de la rédaction du HuffPost en France.

## Biographie
Paul Ackermann a grandi à Porrentruy dans le canton du Jura et a obtenu une licence de lettres à lʼUniversité de Genève en 2001. Il a ensuite rejoint le magazine L'Hebdo, où il a notamment fait partie de lʼéquipe ayant créé le Bondy Blog en banlieue parisienne. Poursuivant sa carrière à Paris, Paul Ackermann a développé la plateforme communautaire de 20minutes.fr avant dʼêtre chargé de lʼédition du site LeFigaro.fr. En 2011, il a été appelé à préparer l’édition française du Huffington Post (en partenariat avec le groupe Le Monde, Anne Sinclair, Arianna Huffington et ses équipes à New York). Il en est ensuite devenu le directeur de la rédaction. En août 2019, il devient rédacteur en chef du site d’information basé à Genève Heidi.news. En avril 2021, il devient rédacteur en chef adjoint du journal Le Temps. Depuis mai 2022, il est correspondant en France pour ce journal.

## Critiques
Le 11 février 2020, le journal L'Express publie une contre-enquête sur le « dérapage médiatique » dont a été victime le comédien Philippe Caubère qui avait été accusé de viol, une procédure classée sans suite début 2019 par la justice. L'hebdomadaire revient notamment sur le traitement médiatique du Huffington Post qui a publié une vidéo de l'accusatrice du comédien en la « tronquant des passages les plus extravagants ». Sollicité par L'Express, Paul Ackermann, alors directeur de publication, s'est défendu en déclarant : « Nous avons voulu rester concentrés sur l'objet de la plainte ».

## Publication
- Masculins singuliers, Groupe Robert Laffont, 2013.